# Agustín (álbum)
Agustín es el sexto álbum de estudio del cantante colombiano Fonseca, publicado por la compañía discográfica Sony Music.
El álbum se caracteriza por la variedad de ritmos entre la balada, el pop y el reguetón, fusionados al estilo folclórico de Fonseca. Asimismo, el álbum lleva por título Agustín, en honor a su tercer hijo, quien había nacido en la misma semana que se presentaría el disco.
Se desprenden del mismo, algunos sencillos como: «Por pura curiosidad», «Volver a verte», «Simples corazones» y «Cuando vuelvo a casa». Esta última fue una de las canciones que se utilizó para la banda sonora de la telenovela mexicana de Televisa Papá a toda madre.
En este álbum, están incluidas las participaciones de Cali & El Dandee, Melendi, Ana Torroja, Kinky, Nahuel Pennisi y Spencer Ludwig.

## Lista de canciones
| N.º | Título                                     | Duración |  |
| 1.  | «Ven»                                      | 4:08     |  |
| 2.  | «Sólo contigo»                             | 3:34     |  |
| 3.  | «Paso a paso» (con Ana Torroja)            | 4:08     |  |
| 4.  | «Por pura curiosidad»                      | 3:25     |  |
| 5.  | «Volver a verte» (con Cali & El Dandee)    | 2:49     |  |
| 6.  | «Que tú estés conmigo»                     | 3:50     |  |
| 7.  | «1001 noches»                              | 3:36     |  |
| 8.  | «Te sigo esperando»                        | 3:13     |  |
| 9.  | «Simples corazones»                        | 4:02     |  |
| 10. | «Cuando llego a casa»                      | 3:30     |  |
| 11. | «Como enamoraban antes»                    | 3:16     |  |
| 12. | «Porque nadie sabe» (con Nahuel Pennisi)   | 3:58     |  |
| 13. | «Por pura curiosidad» (con Spencer Ludwig) | 3:31     |  |
| 14. | «Que se vaya contigo» (con Kinky)          | 3:37     |  |
| 15. | «Simples corazones» (con Melendi)          | 4:03     |  |
| 16. | «Simples corazones» (Versión acústica)     | 4:09     |  |